# Ъ
Ъ (minuskule ъ) je písmeno cyrilice.
Původně sloužilo k zachycení tvrdého jeru, což byla ultrakrátká samohláska u.
Vyskytuje se pouze v bulharské a ruské azbuce. V bulharštině se používá k zachycení hlásky ɤ̞, zapisované také jako ə. V ruštině je nazýván tvrdý znak (rusky: твёрдый знак tvjordyj znak) a používá se k zabránění palatalizace souhlásky, po které následuje jotovaná samohláska (například дя je čteno jako ďa, zatímco дъя je čteno jako dja).

## Názvy písmena ve vybraných jazycích
Uvedeny jsou názvy písmena v jazycích, které ho používají.

### Slovanské jazyky
- bulharsky: ер голям,
- rusky: твёрдый знак,

### Turkické jazyky
- baškirsky: ҡатылыҡ билдәһе,[1]
- čuvašsky: хытӑлӑх палли,[2]
- jakutsky: кытаатыннарар бэлиэ,[3]
- kazašsky: айыру белгі,[4]
- tatarsky: калынлык билгесе.[5]

### Mongolské jazyky
- burjatsky: хатуу темдег,[6]
- kalmycky: үзгин нерәдлһн,[7]
- mongolsky: хатуугийн темдег.[8]